# Unione Sportiva Juveterranova Gela 1998-1999
Questa voce raccoglie le informazioni riguardanti l'Unione Sportiva Juveterranova Gela nelle competizioni ufficiali della stagione 1998-1999.

## Rosa
| N. |                   | Ruolo | Calciatore                 |
| -- | ----------------- | ----- | -------------------------- |
| -  | Italia (bandiera) | P     | Gaetano Lucenti            |
| -  | Italia (bandiera) | P     | Gianni Merletti            |
| -  | Italia (bandiera) | P     | Maurizio Tenuta            |
| -  | Italia (bandiera) | D     | Francesco Bianco           |
| -  | Italia (bandiera) | D     | Michele Cataldi            |
| -  | Italia (bandiera) | D     | Flavio Chiti               |
| -  | Italia (bandiera) | D     | Angelo Consagra (capitano) |
| -  | Italia (bandiera) | D     | Giuseppe Di Gregorio       |
| -  | Italia (bandiera) | D     | Luigi Milazzo              |
| -  | Italia (bandiera) | D     | Alfredo Pappalardo         |
| -  | Italia (bandiera) | D     | Domenico Surace            |
| -  | Italia (bandiera) | C     | Maurizio Carlucci          |
| -  | Italia (bandiera) | C     | Marco Comandatore          |

| N. |                   | Ruolo | Calciatore          |
| -- | ----------------- | ----- | ------------------- |
| -  | Italia (bandiera) | C     | Antonio Di Meo      |
| -  | Italia (bandiera) | C     | Maurizio Perrelli   |
| -  | Italia (bandiera) | C     | Michele Perricone   |
| -  | Italia (bandiera) | C     | Danilo Rufini       |
| -  | Italia (bandiera) | C     | Giuseppe Scerra     |
| -  | Italia (bandiera) | C     | Salvatore Tedesco   |
| -  | Italia (bandiera) | C     | Nicola Zuppardo     |
| -  | Italia (bandiera) | A     | Antonio Caputo      |
| -  | Italia (bandiera) | A     | Luigi Carosella     |
| -  | Italia (bandiera) | A     | Nunzio Dario Di Dio |
| -  | Italia (bandiera) | A     | Francesco Libro     |
| -  | Italia (bandiera) | A     | Salvatore Tomasi    |
| -  | Italia (bandiera) |       | Vaglica             |

## Calciomercato

### Sessione estiva
| Acquisti | Acquisti          | Acquisti    | Acquisti |
| R.       | Nome              | da          |          |
| -------- | ----------------- | ----------- | -------- |
| A        | Antonio Caputo    | Crotone     |          |
| C        | Maurizio Carlucci | Biscegliese |          |
| D        | Michele Cataldi   | Trapani     |          |
| D        | Flavio Chiti      | Novara      |          |
| A        | Francesco Libro   | Tolentino   |          |
| C        | Salvatore Tedesco | Alessandria |          |

## Risultati

### Serie C2

#### Girone di andata
| Arbitro: | Valensin (Milano) |

|                                    |           |                            |
| Carosella 30’ Perricone 87’ (rig.) | Marcatori | 22’ Ghillani 55’ Bolognesi |

| Arbitro: | Griselli (Livorno) |

|                                    |           |           |
| D'Isidoro 68’ (rig.) Mariani 90+2’ | Marcatori | 2’ Di Dio |

| Arbitro: | Nigro (Torre del Greco) |

|            |           |          |
| Di Dio 12’ | Marcatori | 4’ Selva |

| Arbitro: | Borelli (Roma) |

|                                            |           |  |
| Ferretti 4’ Capparella 58’ Balestrieri 65’ | Marcatori |  |

| Arbitro: | Palanca (Roma) |

|                    |           |           |
| Levanto 57’ (aut.) | Marcatori | 70’ Barni |

| Casarano 11 ottobre 1998 6ª giornata | Casarano        | 0 – 0 referto | Juveterranova Gela | Stadio Giuseppe Capozza (700 spett.)\| Arbitro: \| Micoli (Tivoli) \| |
| Arbitro:                             | Micoli (Tivoli) |               |                    |                                                                       |

| Arbitro: | Battistella (Conegliano) |

|                                         |           |  |
| Di Meo 20’ Sugoni 52’ (aut.) Di Dio 56’ | Marcatori |  |

| Chieti 25 ottobre 1998 8ª giornata | Chieti         | 0 – 0 referto | Juveterranova Gela | Stadio Guido Angelini (2.000 spett.)\| Arbitro: \| Ferrari (Roma) \| |
| Arbitro:                           | Ferrari (Roma) |               |                    |                                                                      |

## Statistiche

### Statistiche squadra
| Competizione         | Punti | In casa | In casa | In casa | In casa | In casa | In casa | In trasferta | In trasferta | In trasferta | In trasferta | In trasferta | In trasferta | Totale | Totale | Totale | Totale | Totale | Totale | DR |
| Competizione         | Punti | G       | V       | N       | P       | Gf      | Gs      | G            | V            | N            | P            | Gf           | Gs           | G      | V      | N      | P      | Gf     | Gs     | DR |
| -------------------- | ----- | ------- | ------- | ------- | ------- | ------- | ------- | ------------ | ------------ | ------------ | ------------ | ------------ | ------------ | ------ | ------ | ------ | ------ | ------ | ------ | -- |
| Serie C2             | -     | 0       | 0       | 0       | 0       | 0       | 0       | 0            | 0            | 0            | 0            | 0            | 0            | 0      | 0      | 0      | 0      | 0      | 0      | 0  |
| Coppa Italia Serie C | -     | 0       | 0       | 0       | 0       | 0       | 0       | 0            | 0            | 0            | 0            | 0            | 0            | 0      | 0      | 0      | 0      | 0      | 0      | 0  |
| Totale               | -     | 0       | 0       | 0       | 0       | 0       | 0       | 0            | 0            | 0            | 0            | 0            | 0            | 0      | 0      | 0      | 0      | 0      | 0      | 0  |

### Andamento in campionato
| Giornata  | 1 | 2 | 3 | 4 | 5 | 6 | 7 | 8 | 9 | 10 | 11 | 12 | 13 | 14 | 15 | 16 | 17 | 18 | 19 | 20 | 21 | 22 | 23 | 24 | 25 | 26 | 27 | 28 | 29 | 30 | 31 | 32 | 33 | 34 |
| --------- | - | - | - | - | - | - | - | - | - | -- | -- | -- | -- | -- | -- | -- | -- | -- | -- | -- | -- | -- | -- | -- | -- | -- | -- | -- | -- | -- | -- | -- | -- | -- |
| Luogo     | C | T | C | T | C | T | C | T | T | C  | T  | C  | T  | C  | T  | C  | T  | T  | C  | T  | C  | T  | C  | T  | C  | C  | T  | C  | T  | C  | T  | C  | T  | C  |
| Risultato | N | P | N | P | N | N | V | N | V | V  | N  | N  | P  | P  | N  | V  | N  | N  | V  | N  | N  | P  | V  | P  | N  | V  | P  | V  | P  | V  | N  | N  | N  | V  |
| Posizione |   |   |   |   |   |   |   |   |   |    |    |    |    |    |    |    |    |    |    |    |    |    |    |    |    |    |    |    |    |    |    |    |    |    |

Legenda:

Luogo: C = Casa; T = Trasferta. Risultato: V = Vittoria; N = Pareggio; P = Sconfitta.

### Statistiche dei giocatori
| Giocatore   | Serie C2 | Serie C2 | Serie C2    | Serie C2   | Coppa Italia Serie C | Coppa Italia Serie C | Coppa Italia Serie C | Coppa Italia Serie C | Totale   | Totale | Totale      | Totale     |
| Giocatore   | Presenze | Reti     | Ammonizioni | Espulsioni | Presenze             | Reti                 | Ammonizioni          | Espulsioni           | Presenze | Reti   | Ammonizioni | Espulsioni |
| ----------- | -------- | -------- | ----------- | ---------- | -------------------- | -------------------- | -------------------- | -------------------- | -------- | ------ | ----------- | ---------- |
| A. Consagra | 0        | 0        | 0           | 0          | 0                    | 0                    | 0                    | 0                    | 0        | 0      | 0           | 0          |